# Carex hartii
Carex hartii är en halvgräsart som beskrevs av Chester Dewey. Carex hartii ingår i släktet starrar, och familjen halvgräs. Inga underarter finns listade i Catalogue of Life.